# Las (bogini)
Las (w transliteracji z pisma klinowego zapisywane zazwyczaj dLa-aṣ) – mezopotamska bogini, w mitologii babilońsko-asyryjskiej uważana za małżonkę Nergala, boga świata podziemnego.
O bogini tej wiadomo jest bardzo niewiele. Jej imię jest najprawdopodobniej pochodzenia aramejskiego, ale jego etymologii jak dotychczas nie udało się wyjaśnić. Nic nie wiadomo o jej pochodzeniu. Pewne przesłanki w tekstach zdają się wskazywać, iż uważano ją za boginię uzdrawiania. 
W Babilonii, począwszy od czasów panowania Kurigalzu II (1332-1308 p.n.e.), Nergal i Las wymieniani są w tekstach jako boska para małżonków zamieszkujących świątynię E-meslam w mieście Kuta. Podobnie było w Asyrii, gdzie począwszy od rządów Tiglat-Pilesera III (744-727 p.n.e.) Nergal i Las, boska para małżonków, zamieszkiwać mieli świątynię E-meslam w mieście Tarbisu.